# Asianisme
Asianisme is een stijlrichting in de antieke welsprekendheid, die vanaf de 3e eeuw v.Chr. opgang vond in de Ionische kuststeden van Klein-Azië, in de periode na de bevrijding door Alexander de Grote. 
De redenaars die deze stijlrichting volgden, probeerden zich te bevrijden van de klassieke normen, met name van de afgemeten, goed geproportioneerde stijl van de Attische redenaars.
Kenmerken van het asianisme zijn de korte, 'afgekapte' zinnen in bombastische, gezwollen stijl met ritmische woordplaatsingen, die zangerig aandeden. Dit modeverschijnsel, dat ook op andere literaire genres oversloeg, bloeide tot aan het einde van de Romeinse Republiek. 
Ook Cicero was in zijn jeugdjaren gewonnen voor het asianisme. Maar geleidelijk won het atticisme aan populariteit, al bleef het Latijnse proza ook in de keizertijd nog sterk onder invloed van het asianisme.